# Balgarin
Balgarin (Bulgaars: Българин) is een dorp in het zuiden van Bulgarije. Het dorp is gelegen in de gemeente Charmanli, oblast Chaskovo. Het dorp ligt hemelsbreed op 32 km van de stad Chaskovo en 230 kilometer ten zuidoosten van Sofia. 

## Bevolking
Het dorp telde in 2019 zo'n 343 inwoners, een daling vergeleken met het maximum van 1.210 inwoners in 1946.
|  |

De etnische Bulgaren vormden de grootste bevolkingsgroep in het dorp Balgarin. In februari 2011 identificeerden 296 personen zichzelf als etnische Bulgaren, oftewel 75,5% van alle definieerbare respondenten. De grootste minderheid vormden de Bulgaarse Turken (78 personen; 19,9%) en de Roma (18 personen; 4,6%).
| Etnische samenstelling van de respondenten (2011) | Etnische samenstelling van de respondenten (2011) | Etnische samenstelling van de respondenten (2011) | Etnische samenstelling van de respondenten (2011) | Etnische samenstelling van de respondenten (2011) |
| ------------------------------------------------- | ------------------------------------------------- | ------------------------------------------------- | ------------------------------------------------- | ------------------------------------------------- |
|                                                   |                                                   |                                                   |                                                   |                                                   |
| Bulgaren                                          | Bulgaren                                          |                                                   | 75,5%                                             | 75,5%                                             |
| Turken                                            | Turken                                            |                                                   | 19,9%                                             | 19,9%                                             |
| Roma                                              | Roma                                              |                                                   | 4,6%                                              | 4,6%                                              |
| Anders/Onbekend                                   | Anders/Onbekend                                   |                                                   | 0,0%                                              | 0,0%                                              |